# 8175 Boerhaave
8175 Boerhaave eller 1991 VV5 är en asteroid i huvudbältet som upptäcktes den 2 november 1991 av den belgiske astronomen Eric W. Elst vid La Silla-observatoriet. Den är uppkallad efter den nederländske botanisten, kemisten och läkaren Herman Boerhaave.
Asteroiden har en diameter på ungefär 10 kilometer och den tillhör asteroidgruppen Eos.